# Jiří Wolker
Jiří Karel Wolker (Prostějov, 29 marzo 1900 – Prostějov, 3 gennaio 1924) è stato un poeta ceco.
Pur avendo vissuto poco, divenne il punto di riferimento della cosiddetta corrente proletaria, in voga nella Cecoslovacchia durante gli anni successivi alla fine della prima guerra mondiale. 

## Opere
- Host do domu - L'ospite in casa, del 1921 - raccolta di poesie
- Proletářské umění - del 1922
- Těžká hodina - Ora difficile, del 1922 - raccolta di poesie, la copertina del libro della prima edizione è del pittore ceco Josef Čapek.
- Tři hry - atto in tre drammi: Ospedale, Tomba e Il sacrificio più grande, del 1923
- Do boje, lásko, leť